# Guiana nos Jogos Olímpicos de Verão de 1984
A Guiana competiu nos Jogos Olímpicos de Verão de 1984, em Los Angeles, Estados Unidos.

## Resultados por Evento

### Atletismo
Salto em distância feminino
- Jennifer Inniss
  - Classificatória — 6,17 m (→ não avançou, 13º lugar)

### Ciclismo
Estrada Individual Masculino
- Randolph Toussaint — não terminou (→ sem classificação)